# Rottne
Rottne är en tätort i Växjö kommun i Kronobergs län, belägen på näset mellan Sörabysjön och Innaren.
Rottne omfattar även den tidigare kyrkbyn i Söraby socken, Söraby med Söraby kyrka

## Befolkningsutveckling
| Befolkningsutvecklingen i Rottne 1960–2020 | Befolkningsutvecklingen i Rottne 1960–2020 | Befolkningsutvecklingen i Rottne 1960–2020 | Befolkningsutvecklingen i Rottne 1960–2020 | Befolkningsutvecklingen i Rottne 1960–2020 |
| ------------------------------------------ | ------------------------------------------ | ------------------------------------------ | ------------------------------------------ | ------------------------------------------ |
|                                            |                                            |                                            |                                            |                                            |
| År                                         |                                            |                                            | Folkmängd                                  | Areal (ha)                                 |
| 1960                                       | 1960                                       |                                            | 623                                        |                                            |
| 1965                                       | 1965                                       |                                            | 692                                        |                                            |
| 1970                                       | 1970                                       |                                            | 1 076                                      |                                            |
| 1975                                       | 1975                                       |                                            | 1 659                                      |                                            |
| 1980                                       | 1980                                       |                                            | 2 110                                      |                                            |
| 1990                                       | 1990                                       |                                            | 2 354                                      | 189                                        |
| 1995                                       | 1995                                       |                                            | 2 300                                      | 189                                        |
| 2000                                       | 2000                                       |                                            | 2 210                                      | 189                                        |
| 2005                                       | 2005                                       |                                            | 2 224                                      | 189                                        |
| 2010                                       | 2010                                       |                                            | 2 354                                      | 188                                        |
| 2015                                       | 2015                                       |                                            | 2 395                                      | 193                                        |
| 2020                                       | 2020                                       |                                            | 2 434                                      | 198                                        |
|                                            |                                            |                                            |                                            |                                            |

## Samhället
I Rottne finns vårdcentral, tandläkare, förskola och grundskola, ICA Supermarket, diverse affärer, fotvård, restaurang, pizzeria och två bensinmackar (Oljeshejkerna och Din-X). Bebyggelsen består mestadels av villor. Största arbetsgivaren är Rottne Industri AB som tillverkar skogsmaskiner.
Rottne låg tidigare utmed Växjö-Åseda-Hultsfreds Järnväg (Till en början endast Växjö-Klavreströms järnväg) som trafikerades med persontrafik till 1984, de sista åren mellan Växjö och Västervik. Stationen och det gamla stationsområdet är idag mycket välbevarat med många av de gamla exteriörerna kvar såsom perrong, järnvägsövergång och magasin.

## Personer från orten
Rottne är känt för att det svenska bandet The Ark bildades här 1991. Medlemmarna Ola Salo, Leari och Jepson är härifrån.
- Mattias Karlsson (sverigedemokrat)